# Fritz-Stavenhagen-Preis
Der Fritz-Stavenhagen-Preis war ein Literaturpreis für die Förderung der dramatischen Dichtung in niederdeutscher Sprache. Der nach dem Dramatiker und Erzähler Fritz Stavenhagen benannte Preis wurde von 1959 bis 1982 durch die Alfred Toepfer Stiftung F. V. S. in Hamburg vergeben. Das Preisgeld betrug zunächst 1000 DM; später war die Auszeichnung mit 5000 DM dotiert.
1984 wurde der Fritz-Stavenhagen-Preis mit dem Fritz-Reuter-Preis zusammengelegt, ebenso wie die niederdeutschen Preise Richard-Ohnsorg-, Klaus-Groth- und Hans-Böttcher-Preis.

## Preisträger
- 1959: Hans Ehrke[2]
- 1961: Hermann Otto[4]
- 1964: Hans Heitmann[5]
- 1967: Paul Jessen[6]
- 1969: Ivo Braak[7]
- 1971: Karl Bunje[8]
- 1973: Günther Siegmund[9]
- 1975: Konrad Hansen[10]
- 1982: Rudolf Beiswanger[3]